# دوروثيا من ساكس-لاونبورغ
دوروثيا فون ساكسونيا-لاونبورغ (الألمانية: Dorothea von Sachsen-Lauenburg؛ الدنماركية: Dorothea af Sachsen-Lauenburg؛ 9 يوليو 1511 - 7 أكتوبر 1571)؛ كانت ملكة الدنمارك والنرويج عن طريق زواجها من كريستيان الثالث، ومن المعروف عنها بتأثيرها الكبير على شؤون الدولة في البلاد.

## السيرة الذاتية

والدي ماغنوس الأول وكاثرين.

دوروثيا هي ابنة ماغنوس الأول دوق ساكس-لاونبورغ وكاثرين من بروانشفايغ-فولفنبوتل، أصبحت شقيقتها الصغرى كاثرين الزوجة الأولى لـ غوستاف الأول ملك السويد.
نشأت دوروثيا في إحدى الولايات الشمالية الألمانية حيث بدأ فيها اعلان الإصلاح، بحيث تأثرت باللوثرية في وقت مبكر من حياتها، تزوجت من كريستيان في 29 أكتوبر 1525 في قلعة لاونبورغ، كانوا يعيشون في ممتلكاتهم الخاصة في هادرسليف وتورنينغ.
ومع عام 1533 أصبحت ملكة الدنمارك رسميًا بعد اعتلاء زوجها العرش، ولكن مع أحداث التي أعقبت الحرب الأهلية (تمرد الكونت)؛ لم يتم تتويجها حتى عام 1537، وفي 6 أغسطس 1536 دخلت الملكة دوروثيا أخيرًا رسميًا إلى العاصمة كوبنهاغن مع الملك، وفي 12 أغسطس 1537 ركبت حصانًا أبيض اللون بجانب زوجها لتتويجهما، وتركت انطباعًا إيجابيًا بجمالها ومظهرها الحسن، وفي عام 1537 أيضا أصبحت ملكة النرويج، بعد أن قام زوجها بالانقلاب.
توصف علاقة الملكة دوروثيا بالملك بأنها علاقة سعيدة، ومن الواضح أن الملك كان يثق بها ومنحها قدرًا كبيرًا من التأثير، لقد أشار معاصروها مرارًا وتكرارًا إلى أنها كانت ناشطة سياسية وشاركت في شؤون الدولة، لكن هذه التعليقات لم تكن سوى تصريحات عامة ولا تصف بالضبط كيف وفي أي القضايا اهتمت واستخدمت نفوذها، وبعد وقت قصير من خلافة زوجها على عرش الدنمارك والنرويج، قام الملك بدعم من مستشاريه الألمان خطط بتعيينها كوصية على عرش الدنمارك والنرويج في المستقبل إذا تولى ابنها العرش وهو لا يزال قاصرًا، لكن هذه الخطط لقيت مقاومة كبيرة من قبل المجلس الدنماركي وخاصة من هانس فريس الذي ورد أن الملكة استاءت منه بسبب ذلك، ولم يُسمح لها بشغل مقعد رسمي في المجلس، لذلك ظل تأثيرها غير رسمي، ويُعتقد أنها شاركت في تعيين المسؤولين وإقالتهم.
وبحسب ما ورد تعلمت دوروثيا التحدث باللغة الدنماركية، ومن المعروف أن لديها كاهن معترف ألماني وكانت تكتب رسائلها دائمًا باللغة الألمانية، وُصِفت بأنها جميلة ذات وقفة رائعة ومندفعة وعاطفية ومع قوة إرادة قوية؛ لقد أحبت الصيد، وفي أواخر عام 1555 لوحظ أنها شاركت في عملية صيد كبيرة لدرجة أنها سقطت عن حصانها، وبصفتها السيدة الأولى للأسرة المالكة، استضافت الملكة دوروثيا الاحتفالات بروعة كبيرة عندما كان الدافع وراء ذلك هو تمثيل السلطة الملكية، ولكنها كانت توصف في الحياة اليومية بأنها صارمة وأخلاقية وحريصة؛ لقد أشرفت على الشؤون المالية لأسرة بنفسها، ولم تسمح بأي إهدار، كان جميع أعضاء البلاط في إشغال دائم، ولم تسمح لوصيفاتها بأي وقت للترفيه.
وصفت دوروثيا بأنها الأم المسيطرة وحافظت على رقابة الصارمة على أطفالها حتى بعد أن أصبحوا بالغين، ووُصفت أفعالها كوصية عليهم بالصرامة والتحكم، كما كانت العادة في ذلك الوقت، وكما رعت أيضًا العديد من أطفال النبلاء كأطفالها بالتبني، الذين نشأوا في بلاطها كخدم ووصيفات لها، والذين كانت تسيطر عليهم أيضًا سيطرة صارمة، وفي عام 1540 بمساعدتها تم تحرير إحدى وصيفاتها القاصرات من الخطوبة قام بها أسرتها، مما أدى إلى إصدار قانون يحظر الخطوبة المرتبة للقاصرين، إنشات بناتها على الأعمال المنزلية وترتيب للزواج، بينما تلقى أبناؤها تعليمًا صارمًا ولم يُسمح لهم بالانحراف عن دراستهم قبل البلوغ بكثير، وفي 1548 رافقت ابنتها آنا إلى حفل زفافها في ساكسونيا، وظلت تزور بناتها في ألمانيا بانتظام مرة واحدة سنويًا لبقية حياتها.
توفي زوجها في 1559، وبصفتها ملكة الأرملة، أقامت في بلاطها الخاص بقصر كولدنغ، وقعت الملكة الأرملة دوروثيا في حب سلفها الدوق هانس الثاني من شليسفيغ-هولشتاين-هادرسليف (1521–1580)؛ منذ زواجها، وعلى الرغم من حزنها الشديد على وفاة لزوجها، إلا أنها أجرت مفاوضات لتتزوج من سلفها بعد وقت قصير من وفاة زوجها، لكن زواجها المقصود عارضه العديد من اللاهوتيين الذين اعتبروا أنه من المستحيل على الأرملة أن تتزوج شقيق زوجها الراحل، وتم منعها في النهاية، على الرغم من الجهود التي بذلت على مدار عدة سنوات أخرى، أدت ذلك إلى انهيار علاقتها بابنها الملك فريديريك، والتي لم تكن قريبة منها أبدًا، بالتوازي نجحت دوروثيا في معارضة زواج ابنها الملك من إحدى وصيفاتها آن هاردنبرغ، وهو الأمر الذي طال أمده أيضًا لسنوات.
كانت العلاقة بين الملكة الأرملة دوروثيا وابنها الملك فريديريك الثاني متوترة للغاية، منذ أن تم منح فريديريك بلاطه الخاص في سن العشرين، وغالبًا ما استخدمت دوروثيا سلطتها كوالدة لتوبيخه على أسلوب حياته المتمثلة في "الشرب وغيره من الآداب العامة"، ولم يتغير هذا الوضع حتى بعد أن أصبح ملكًا، لقد فضلت أبنائها الأخرين عليه وخاصة ماغنوس لدرجة أنه واجه صعوبات في التعامل مع مسؤولياته بمفرده، وأيضا قامت بحماية أبنائها الصغار من ابنها الأكبر الملك وهو ما اعتبرته ضد تأثيره السيئ، ربما تأثرت وجهة نظرها بالأقل إيجابية تجاه ابنها الأكبر، وأيضًا بحقيقة أنه لم يحضر عند فراش وفاة والده، على الرغم من حقيقة أن والدته دعته مرارًا وتكرارًا أثناء مرضه للقيام بذلك.
اعتبرت دوروثيا أن الرب أعطى له الحق بواجبها كأم ليس فقط أن تحب، بل أيضًا أن تنصح وتتحكم على أطفالها، بما في ذلك ابنها الملك، وكتبت ذات مرة:
" ليس من حق الأم المؤمنة أن تسكت عما قد يؤدي إلى خراب أولادها، أو تملقهم، بل قد أمر الرب بعدم الرحمة إلا بالضرب".
ومع ذلك، كره فريدريك الثاني توبيخها ومحاولاتها للتدخل في شؤون الدولة كما فعلت في عهد والده، بحيث أصبحت العلاقة المتوترة بين دوروثيا وفريديريك الثاني أخيرًا إلى الانهيار خلال حرب السنوات السبع الشمالية (1562-1570)؛ لأن دوروثيا كرهت الحرب بشدة وعارضتها بنفسها مرارًا وتكرارًا وعملت كوسيط لوضع حد لها، في حين كره ابنها فريدريك الثاني تدخلها كثيرًا، وحذرها بالبقاء بعيدًا عن شؤون الدولة، ولكنها استأنفت جهودها للعمل كوسيط ، بحيث قامت دوروثيا مفاوضات منفصلة مع السويد، وفي عام 1567 اكتشف فريدريك الثاني أن والدته أجرت مفاوضات سرية لترتيب زواج بين شقيقه ماغنوس مع صوفيا أميرة السويد في محاولة لإحلال السلام، ولأنه دون علمه وأثناء الحرب المستمرة، شكك الملك فيها بالخيانة ونفها بشكل غير رسمي إلى قلعة سوندربورغ، حيث أقامت بقية حياتها، حاولت إرسال سفينة إلى ماغنوس مع الإمدادات الذي كان عالقاً في الحرب الليفونية، ولكن تم استيلاء عليها للاشتباه بها في أنها كانت متجهة إلى السويد.
تم دفن الملكة دوروثيا بجانب زوجها في كاتدرائية روسكيلد بالقرب من كوبنهاغن.

## الذرية
كان لدى دوروثيا الأطفال التاليون :
- آنا (1532-1585)؛ تزوجت من أوغست ناخب ساكسونيا، لهم ذرية.
- فريديريك الثاني (1534-1588)؛ ملك الدنمارك-النرويج، له ذرية.
- ماغنوس ملك ليفونيا (1540–1583)؛ له ابنتان.
- هانس الثاني دوق شليسفيغ-هولشتاين-سوندربورغ-بلون (1545–1622)؛ له ذرية، ومن نسله كريستيان التاسع ملك الدنمارك.
- دوروثيا (1546–1617)؛ تزوجت من فيلهلم دوق بروانشفايغ-لونيبورغ، لهم ذرية، ومن نسلها جورج الأول ملك بريطانيا العظمى.